# 左翼民主党 (イタリア)
左翼民主党（さよくみんしゅとう、Partito Democratico della Sinistra、"PDS"）は、かつて存在したイタリアの政党。
- 1991年 - イタリア共産党を解散し、社会民主主義政党を結成。
- 1998年 - 党名を左翼民主主義者（さよくみんしゅしゅぎしゃ、Democratici di Sinistra、"DS"）に改称。共産主義のシンボル「鎌と槌」を外した党章を制定。

## 概要

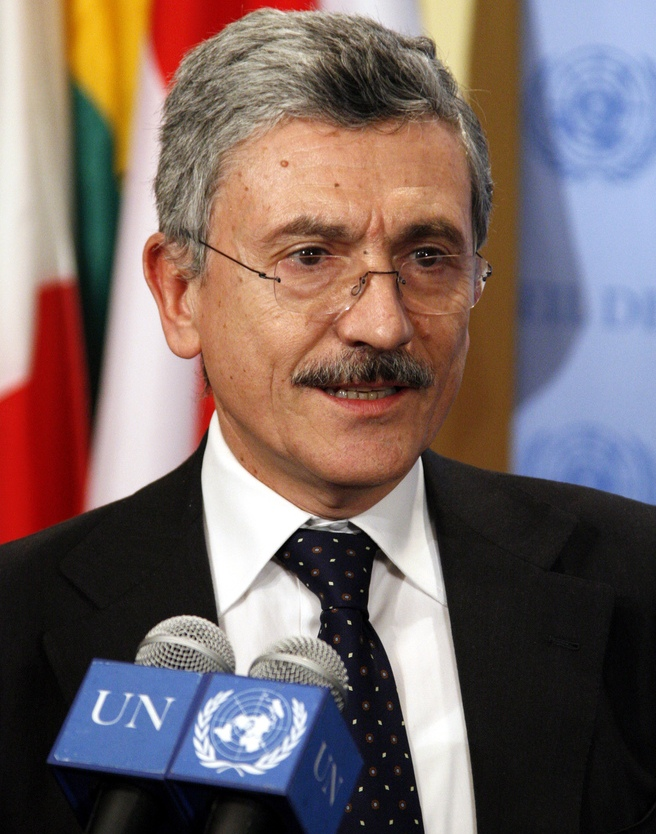
マッシモ・ダレマ

西側最大の勢力を誇ったイタリア共産党の後身。社会主義インターナショナル加盟。
イタリア共産党は、かねてからソ連型社会主義とは距離を置き、複数政党制のリベラルな社会主義（ユーロコミュニズム）を主張していた。1991年、アキレ・オケットを中心とする主流派が、左翼民主党を結成。1993年の政界再編の中で教条主義とは訣別し、社会民主主義政党に移行した。クラクシ率いるイタリア社会党（PSI）が消滅したため、イタリア最大の社会民主主義政党となった。なお、このとき教条主義を堅持しようとするグループは共産主義再建党を結成した。
1994年、ベルルスコーニの中道右派連合に敗北したため、アキレ・オケットが党首を辞任。マッシモ・ダレマが後任の党首に就任した。
1996年、「オリーブの木」と称する中道左派政党連合との選挙協力で、政権獲得に成功した。

## 歴代書記長
- 初代 ： アキレ・オケット（1991年 - 1994年）
- 第2代 ： マッシモ・ダレマ（1994年 - 1998年）